# Maria Precup
Maria Precup (n. 1901, Leșu, județul Bistrița Năsăud – d. 1984) a fost o cântăreață și creatoare de muzică tradițională. Avea o voce de soprană.

## Biografie și operă
Institutul de Etnografie și Folclor posedă în arhiva sa 74 de piese muzicale cu Maria Precup, unele în mai multe variante, în total rezultând 128 de înregistrări. În interbelic a fost înregistrată pe cilindri de ceară de Constantin Brăiloiu și echipa sa (Harry Brauner, Tiberiu Alexandru, Emilia Comișel ș.a.). În perioada 1955-1958 a fost înregistrată pe bandă de magnetofon de cercetătorii Constantin Zamfir, Elisabeta Moldoveanu, Victoria Dosios și Gottfried Habenicht.
Deține o diplomă de la Fundația Culturală Regală „Principele Carol”. A obținut numeroase premii la concursuri de artiști amatori. În anul 1959 a obținut titlul de laureat la un concurs de soliști amatori.